# KEMA-KEUR

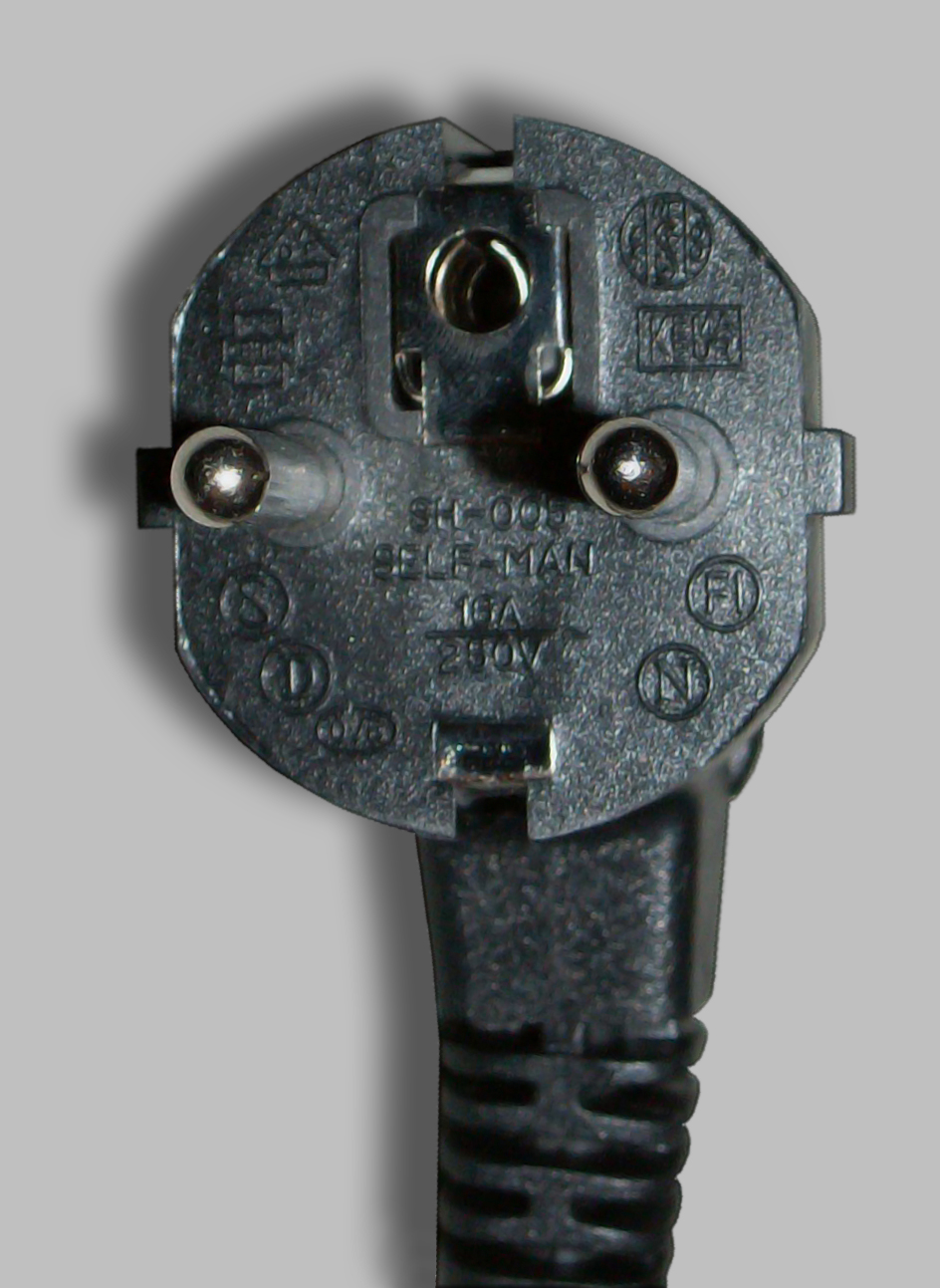
Stekker met KEMA-keurmerk (boven de rechter pen)

KEMA-KEUR is een keurmerk voor de veiligheid van elektrische apparaten en materialen. Het merk is eigendom van voormalig KEMA,  een acroniem van de "N.V. tot Keuring van Elektrotechnische Materialen Arnhem". Eind 2009 verleende KEMA aan het Duitse bedrijf DEKRA het exclusieve recht om dit keurmerk voortaan te gebruiken.
Het keurmerk houdt in dat een product veilig is. Door de Europese integratie zijn de verschillen tussen de nationale kwaliteitscontroleorganisaties verdwenen. Keuring van elektrische apparaten en materialen is voor het bedrijfsleven een vrijwillige aangelegenheid maar 'KEMA-KEUR' heeft vanouds - ook internationaal - een sterke reputatie en blijft daardoor een belangrijk marketinginstrument voor de producenten van elektrotechnische artikelen. Het keurmerk, dat dateert uit 1924, garandeert dat componenten en eindproducten veiligheidstests hebben doorstaan en daardoor voldoen aan internationale standaarden.
DEKRA, het bedrijf dat het KEMA-keurmerk verleent, is internationaal actief in de sector van keuring van apparatuur, hulpmiddelen en systemen. Het heeft besloten vanaf 2024 het KEMA keurmerk te vervangen door het nieuwe 'DEKRA Mark'.